# آن شوملدا اوکرسون
آن شوملدا اوکرسون (متولد حدود ۱۹۵۰) کتابدار و کارشناس آمریکایی در زمینه مجوزدهی منابع الکترونیکی و جایگاه فناوری‌های دیجیتال در کتابخانه‌های دانشگاهی و تحقیقاتی است.

## زندگی و تحصیل
اوکرسون در حدود سال ۱۹۵۰ در اتریش به دنیا آمد و در شش سالگی به ایالات متحده نقل مکان کرد. خانواده‌اش ابتدا در شیکاگو زندگی کردند و سپس به لس‌آنجلس و در نهایت به سان‌فرانسیسکو در اواخر دهه ۱۹۵۰ منتقل شدند. او ادبیات انگلیسی و آلمانی را در کالج پیسفیک یونیون مطالعه کرد و قبل از ادامه تحصیل برای دکترای ادبیات انگلیسی در دانشگاه کالیفرنیا، برکلی، در مدارس دبیرستانی تدریس کرد. او که تحت تأثیر دوستان کتابدارش قرار گرفته بود، به برنامه علوم کتابداری دانشگاه برکلی منتقل شد و مدرک MLS خود را دریافت کرد. 

## حرفه
پس از فارغ‌التحصیلی، اوکرسون در دانشگاه سایمون فریزر در کانادا، بلک ولز در بریتانیا و یک فروشنده کتاب عتیقه در ایالات متحده کار کرد و سپس در سال ۱۹۹۰ به‌عنوان مدیر دفتر نشر علمی و دانشگاهی در انجمن کتابخانه‌های تحقیقاتی منصوب شد. او شش سال بعد به کتابخانه دانشگاه ییل پیوست. او به مدت پانزده سال به عنوان کتابدار دانشگاهی همکار در دانشگاه ییل خدمت کرد.
در ییل، در سال ۱۹۹۶، او کنسرسیوم کتابخانه‌های تحقیقاتی شمال شرق (NERL) را سازماندهی کرد و به مدت پانزده سال آن را اداره کرد. این گروه شامل سی کتابخانه بزرگ تحقیقاتی (و بیش از ۱۰۰ وابسته کوچک‌تر) است که مجوزهای اطلاعات الکترونیکی را مذاکره کرده و در اشکال دیگر فعالیت‌های همکاری شرکت می‌کند. این کنسرسیوم همچنان تحت نظارت CRL فعالیت می‌کند. در مقام رهبر NERL، اوکرسون یکی از اعضای بنیان‌گذار ائتلاف بین‌المللی کنسرسیوم‌های کتابخانه‌ای بود، گروهی غیررسمی از کنسرسیوم‌های کتابخانه‌ای از سراسر جهان.
اوکرسون به عنوان مشاور ارشد استراتژی‌های الکترونیکی برای مرکز کتابخانه‌های تحقیقاتی از ۲۰۱۱ تا ۲۰۲۱ خدمت کرد. او به‌طور عمده در درک قیمت‌گذاری نشریات، مجلات الکترونیکی، مجوزدهی منابع الکترونیکی و خرید کنسرسیومی مواد الکترونیکی مشارکت‌های مهمی داشته است. او در پروژه‌های بین‌المللی برای ساخت یک کتابخانه دیجیتال خاورمیانه‌ای رهبری کرده و با کتابخانه‌ها در این منطقه و دیگر مناطق به‌طور گسترده همکاری کرده است.
او سال‌ها با فدراسیون بین‌المللی انجمن‌ها و مؤسسات کتابخانه‌ای (ایفلا) همکاری می‌کرد، او در نقش‌های رهبری در بخش‌های سریال‌ها، اکتساب‌ها و رسانه‌های خبری، او همچنین سه دوره در هیئت مدیره IFLA به عنوان رئیس کمیته حرفه‌ای فعالیت کرده است. در سال ۲۰۲۱، او به خاطر خدماتش، لوح تقدیر IFLA را دریافت کرد.
فعالیت‌های دیگر او شامل تحقیق اصلی در چندین پروژه پیشرو، از جمله دو کمک‌هزینه از وزارت آموزش ایالات متحده برای ساخت اجزای یک کتابخانه مجازی خاورمیانه، یک کمک هزینه ملی برای علوم انسانی برای دیجیتالی‌سازی نشریات علمی عراقی، و یک کمک‌هزینه از بنیاد برای بهبود تدریس هنرهای لیبرال از طریق استفاده از مجموعه‌های ویژه کتابخانه است. اوکرسون در هیئت‌های مشاوره‌ای خارجی برای چندین سازمان، از جمله کتابخانه اسکندریه و کتابخانه کنگره خدمت کرده است. او به عنوان مربی برای INASP فعالیت کرده و در گذشته به عنوان مشاور و مربی برای پروژه eIFL همکاری داشته است.
از ۱۹۹۷ تا ۲۰۰۱، با تأمین مالی شورای منابع کتابخانه و اطلاعات (CLIR)، او و کارکنان کتابخانه ییل یک منبع آموزشی آنلاین دربارهٔ مجوزدهی کتابخانه‌ای محتواهای الکترونیکی در پروژه‌ای به نام LIBLICENSE راه‌اندازی کردند. یادداشت‌ها و پیوندهای وسیع آن با Liblicense-l، یک فهرست بحث آنلاین بین‌المللی و مدیریت شده که حدود ۵۵۰۰ کتابدار، ناشر، وکیل، دانشجو و سایر افراد علاقه‌مند در آن عضو هستند، تکمیل می‌شود. در سال ۱۹۹۸، اوکرسون یک کمک‌هزینه اضافی کسب کرد که نرم‌افزار Liblicense را ایجاد کرد، که به کاربران این امکان را می‌دهد تا با استفاده از گزینه‌های زبانی استاندارد، مجوز سفارشی ایجاد کنند. در آوریل ۲۰۰۱، فدراسیون کتابخانه‌های دیجیتال کار این پروژه در مورد یک مجوز الکترونیکی مدل برای کتابخانه‌های تحقیقاتی دانشگاهی را تأیید کرد. این مجوز مدل از آن زمان تاکنون تجدید نظر، تطبیق و توسط بسیاری از کتابخانه‌ها، کنسرسیوم‌ها و ناشران استفاده شده است. کل پروژه LIBLICENSE در سال ۲۰۱۲ به CRL منتقل شد که همچنان به‌طور فعال از آن حمایت می‌کند. نرم‌افزار در سال ۲۰۱۵ به‌طور کامل بازنویسی شد.

## انتشارات
مقالات او در زمینه قیمت‌گذاری نشریات (۱۹۸۷)، حق کپی (۱۹۹۲) و نشر انجام شده در کتابخانه‌ها (۲۰۱۶) جوایز انجمن کتابخانه‌های آمریکا (ALA) را به عنوان بهترین مقاله در زمینه نشریات، خرید و/یا مجموعه‌ها در سال‌های ۱۹۸۷، ۱۹۹۳ و ۲۰۱۶ به دست آورد. ALA در سال ۱۹۹۳ او را به عنوان کتابدار نشریات سال معرفی کرد. در سال ۱۹۹۹، او به عنوان برنده جایزه LITA/High Tech از ALA شناخته شد.
در سال ۱۹۹۲، او فصل خلاصه‌ای از مطالعه بنیاد اندرو و. ملون با عنوان «کتابخانه‌های دانشگاهی و ارتباطات علمی» نوشت. همچنین در ARL، او پنج ویرایش از فهرست استاندارد «کتابخانه‌های الکترونیکی، خبرنامه‌ها و فهرست‌های بحث علمی» (۱۹۹۱–۱۹۹۵) را ایجاد و منتشر کرد. او چهار سمپوزیوم نشر شبکه‌ای الکترونیکی را سازماندهی و رهبری کرد (که به نمایندگی از ARL و انجمن ناشران دانشگاهی آمریکا برگزار شد) و سه جلد از صورت‌جلسات آن سمپوزیوم‌ها را ویرایش کرد. با جیمز جی. او دانل، که آن زمان در دانشگاه پنسیلوانیا بود، او کتاب «نشریات علمی در آستانه: یک پیشنهاد زیرکانه برای نشر مجلات الکترونیکی» (ARL، ژوئن ۱۹۹۵) را ویرایش کرد که نمایانگر یک بحث گسترده چندملیتی اینترنتی در میان بسیاری از فهرست‌های الکترونیکی دربارهٔ آینده نشریات علمی بود.